# Киви (плод)
Киви като представител на семейство цитроси е названието на плодът на културното растение от рода Актинидия, принадлежащо към вида Актинидия китайска или Актинидия деликатесна. Самите растения приличат на лиани. Своето съвременно наименование кивито дължи на новозеландския специалист селекционер А. Елисон, който го нарича така поради външното му сходство с тялото на едноименната птичка киви, която е и национален символ на Нова Зеландия.

## История на селекцията на културното растение
Диворастящата актинидия има маса на плода 30 грама и е донесена в Нова Зеландия в началото на XX век. Културното растение се отличава от изходното диво растение по по-голямата маса на плода (над 100 грама) и по по-добрите вкусови качества. Отглежда се в Италия, Нова Зеландия, Чили, Гърция. В България се отглежда в частни дворове под формата на асми край морето и така също и във вътрешността на страната. Плодовете на кивито съдържат високо съдържание на витамин C.

## Полезни свойства
100 гр. от плода съдържат 51 kcal и съдържат:
- 9 гр. въглехидрати, 1 гр. мазнини
- Минерали: 2 mg натрий, 320 mg калий, 40 mg калций, 25 mg магнезий, 30 mg фосфат, 0,8 mg белтъчини, 0,1 mg цинк
- Витамини: 45 µg бета-каротин (витамин A), 0,5 mg витамин E, 0,02 mg витамин B1, 0,05 mg витамин B2, 0,02 mg витамин B6, 20 µg фолиева киселина, 45 mg витамин C

Високото съдържание на калий в плода киви го прави полезно при някои форми на хипертония и йонен дефицит. Тъй като е богат на витамини и на микро- и макроелементи, намалява риска от възникване на онкологични заболявания, болести на сърдечносъдовата система и е способен да изгаря излишните мазнини, както и намалява риска от образуване на тромби.